# Alert RCB

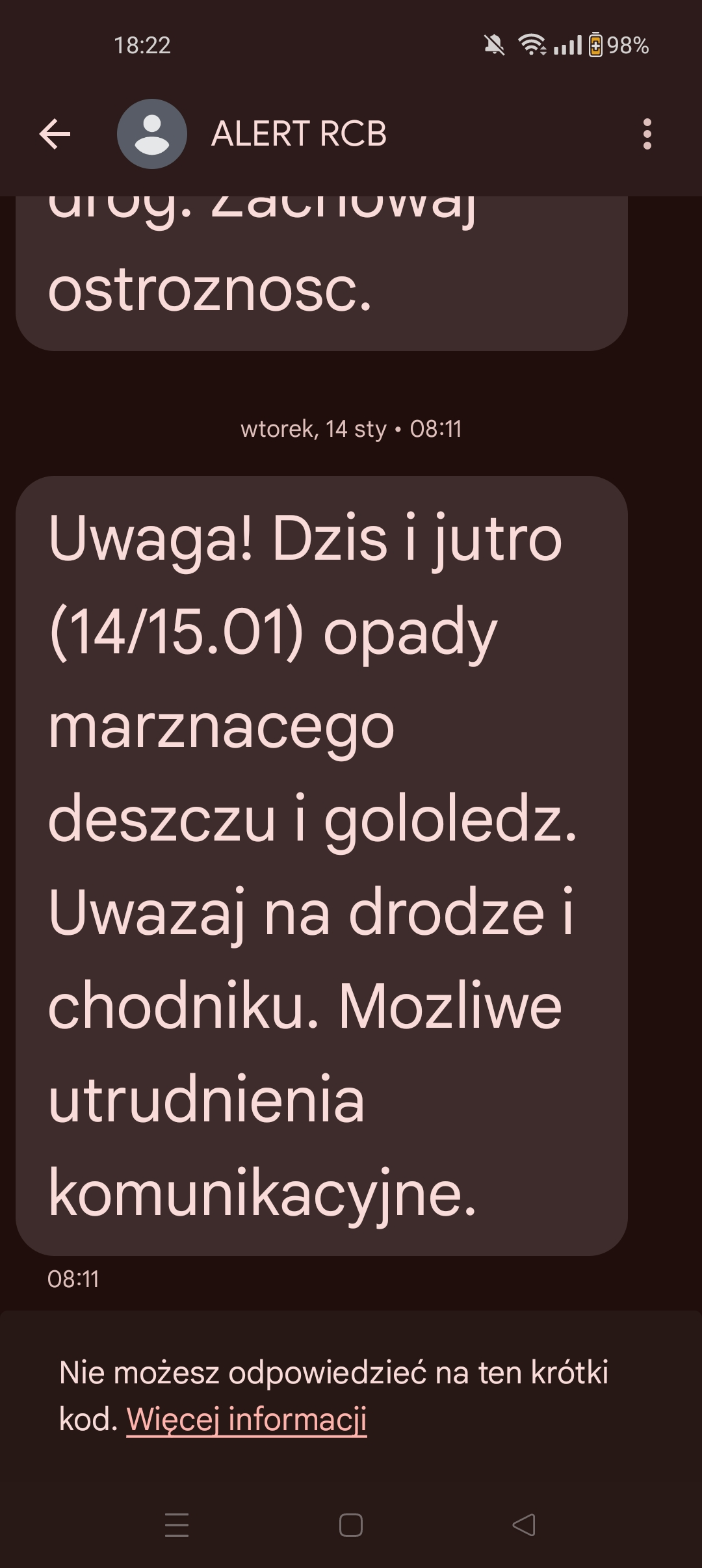
Ostrzeżenie Alert RCB wysłane na telefon z systemem Android

Alert RCB – polski system ostrzegawczy przed zagrożeniami oparty na wysyłaniu wiadomości SMS. Działa od 12 grudnia 2018 roku i jest rozsyłany tylko w sytuacjach nadzwyczajnych, oraz w przypadkach zagrożenia życia i zdrowia. Informacje o stopniu zagrożenia wynikają m.in. z prognoz przygotowywanych przez specjalistów z Instytutu Meteorologii i Gospodarki Wodnej - Państwowego Instytutu Badawczego.

## Działanie
Wiadomości tekstowe są wysyłane tylko w nadzwyczajnych sytuacjach, gdy zagrożone jest bezpośrednio życie i zdrowie – najczęściej z powodu:
- smogu
- burz
- wichur
- epidemii
- powodzi
- pożarów.

Najmniejszym obszarem, na który może być wysyłany Alert RCB, jest powiat.
Alert RCB jest rozsyłany do abonentów telefonów komórkowych na zagrożone tereny przez cały rok. Otrzymują go wszyscy abonenci sieci komórkowych (Polkomtel, T-Mobile, Orange, Play). Wiadomości (SMS) są rozsyłane przez operatora sieci komórkowej, z której korzysta Twój telefon.
Wiadomość może zostać wysłany w każdym momencie, bez względu na dzień tygodnia. Kluczowym do odczytywania wiadomości jest to, żeby telefon, lub smartfon był włączony oraz żeby był w zasięgu sieci telefonii komórkowej. Nie jest możliwe, żeby uniemożliwić otrzymania wiadomości tekstowej z Alertem RCB, jeśli osoba znajdzie się na obszarze zagrożonym. Na Alert RCB nie trzeba się zapisywać, gdyż jest wysyłany automatycznie.
Alert RCB nie gromadzi żadnych danych osobowych i ich nie przetwarza, oraz nie narusza bezpieczeństwa danych.
Alert RCB od 12 grudnia 2018 roku został:
- bardziej precyzyjny (wysyłany do konkretnych powiatów)
- wysyłany do Polaków za granicą
- wysyłany obcokrajowcom przebywającym w Polsce, w języku angielskim.

## Treść
Alert RCB przesyłany SMS-em może liczyć maksymalnie 160 znaków łącznie ze spacjami. Wiadomość nie zawiera polskich znaków.
Zjawiska pogodowe i anomalie ekstremalne:

Uwaga! Jutro w [nazwa miasta] spodziewana jest fala powodziowa rz. [nazwa rzeki]. Jesli mieszkasz blisko rzeki przygotuj sie na ew. podtopienia. Stosuj sie do polecen sluzb.
Uwaga! Pozar substancji chemicznych w [miejscowość].
Uwaga! Cofka wod z Bałtyku, mozliwe wezbrania na rz. [nazwa] w [nazwa miasta]. Przygotuj sie na ew.podtopienia.Stosuj sie do polecen sluzb, w tym dot. ewakuacji.
Uwaga! Mozliwe wezbrania na rz. [nazwa] w [nazwa regionu] - kulminacja w [dzień/dni]. Nie zblizaj sie do rzek. Stosuj sie do polecen sluzb.
Uwaga! Intensywne opady deszczu w ok. [nazwa obszaru]. Mozliwe gwaltowne wezbrania rzek.Przygotuj się na ew. podtopienia. Sledz komunikaty pogodowe.
Uwaga! Dzis i jutro [dzień, miesiąc] wystapienie gwaltownych burz z gradem i silnego wiatru.Zachowaj ostroznosc i zabezpiecz rzeczy, ktore moze porwac wiatr.
Uwaga! Dzis i jutro [dzień, miesiąc] intensywne opady deszczu i burze.Przygotuj sie na ewentualne podtopienia.Sledz komunikaty pogodowe.
Uwaga! Bardzo silny wiatr w [nazwa góry]. Unikaj wyjscia w wysokie gory. Sledz komunikaty pogodowe.
Uwaga! Dzis i jutro [dzień, miesiąc] silny wiatr i burze. Mozliwe przerwy w dostawie pradu. Zabezpiecz rzeczy, ktore moze porwac wiatr.
Uwaga! Dzis i jutro [dzień, miesiąc] silny wiatr i burze. Mozliwe przerwy w dostawie pradu. Unikaj otwartch przestrzeni.Zabezpiecz rzeczy, ktore moze  porwac wiatr.
Uwaga! Dzis i jutro [dzień, miesiąc] mozliwe gwaltowne burze z gradem i silny wiatr. Zachowaj ostroznosc i zabezpiecz rzeczy, ktore moze porwac wiatr. 
Uwaga! Dzis i jutro [dzień, miesiąc] intensywne opady sniegu.Mozliwe zawieje i zamiecie sniezne, oblodzenia drog.Zachowaj ostroznosc.Sledz komunikaty pogodowo.
Uwaga! Dzis i jutro [dzień, miesiąc] prognozowany upal powyzej 30 st. C. Unikaj slonca, wysilku fizycznego i odwodnienia organizmu.W przypadku pogorszenia zdrowia dzwon pod 112.
Uwaga! Dzis w nocy i jutro [dzień, miesiąc] opady marznacego deszczu i gololedz.Uwazaj na drodze i chodniku. Mozliwe utrudnienia komunikacyjne.

Zagrożenia atomowe i chemiczne

Uwaga! Awaria elektrowni w [nazwa państwa]. Skazenie powietrza może byc grozne dla zdrowia.Nie otwieraj okien, nie wychodz na zewnatrz.
Uwaga! Wyciek niebezpiecznej substancji. Jesli jestes w [miasto, miejscowość, region] poszukaj schronienia, zamknij okna, zostan w pomieszczeniu. Awaria jest usuwana.

Działania służb antyterrorystycznych

Uwaga! Akcja antyterrorystyczna w [nazwa miasta]. Nie wychodz na ulice i bezwzglednie stosuj sie do polecen sluzb.
UWAGA! [dzień, miesiąc] na terenie calego kraj odbeda sie cwiczenia sluzb. Dzialania antyterrorystyczne i poscigowe, mozliwe utrudnienia w ruchu, stosuj sie do polecen.

Wybory i referendum

UWAGA! W niedziele wybory i referendum. Uwazaj na podszywajace sie pod komitety wyborcze falszywe SMSy i maile rozsylane do użytkownikow w Polsce.
II tura wyborow prezydenckich w [dzień, data]. Osoby 60+,kobiety w ciazy oraz osoby niepelnosprawne beda mogly glosowac w komisjach wyborczych bez kolejki.

Szczepionki dla leśnych/dzikich zwierząt

Uwaga! W dniach [daty] z samolotow bedzie zrzucana szczepionka dla [dzikie zwierzę] przeciw wsciekliznie. Nie dotykaj kapsulki i nie dopuszczaj do niej zwierzat domowych.

W powyższych przykładach informacja „Dzis i jutro” może występować w formie „Dzis”.

## Inne wiadomości

### 2018
27 listopada 2018 roku do mieszkańców gmin Dukla i Horodło został wysłany SMS z numeru alertu RCB o treści:
Uwaga! Mezczyzni w wieku 18-65 lat zamieszkali na terenie gminy Dukla zobowiazani sa do stawienia się na terenie urzedu gminy w dniu 27.11.2018 o godzinie 10.00 w zwiazku z sytuacja kryzysowa na Ukrainie. Prosze oczekiwac dalszych komunikatow.
SMS okazał się być fałszywy, a RCB wysłał alert prostujący o treści:
Uwaga! Rzadowe Centrum Bezpieczenstwa nie wyslalo Alertu RCB ws. zglaszania sie mezczyzn do urzedow gmin. Sprawa falszywych SMS-ow zajmuje sie ABW i Policja.
Na wezwanie fałszywego alertu nikt się nie wstawił w urzędach obu gmin.

### 2019
Według ASZdziennika z okazji Dnia Babci i Dnia Dziadka Alert RCB miał wysłać następujące wiadomości:
Uwaga! Dzis Dzien Babci. Zadzwon do babci. Teraz, nie o 22.00, bo zapomnisz. Jesli mieszkasz blisko, najlepiej odwiedz ja osobiscie. Ona na to czeka.
Rządowe Centrum Bezpieczeństwo poinformowało w sieci, że nie wysyłało Alertu RCB.
rcbgovpl
Alertu #RCB wprawdzie dziś nie wysłaliśmy @aszdziennik.pl , ale przypominamy, ze dziś #dzienbabci , a jutro #dziendziadka .

Pamiętaj, żeby do nich zadzwonić! Nie pozwól, żeby babcia i dziadek było smutni. #prawda

### 2020
W wyniku pandemii COVID-19 został wysyłany Alert RCB o następujących treściach;
26 lutego 2020 dla osób przyjeżdżających do Polski:
Uwaga! Ministerstwo Zdrowia:
Zagrozenie koronawirusem. Zapoznaj sie z informacjami na stronie http://gov.pl/koronawirus lub zadzwon na infolinie: 800 190 590.
25 marca 2020 dla wszystkich mieszkańców Polski:
Od 25.03 rzad wprowadzil nowe zasady bezpieczenstwa w zwiazku koronawirusem.Wiecej informacji http://gov.pl/koronawirus/ZasadyBezpieczenstwa #ZostanWDomu
19 kwietnia 2020
dla wszystkich mieszkańców Polski:
Uwaga! Od 20.04 otwarte parki i lasy, wiecej osob moze byc w sklepach.Informacje nt.nowych zasad:  http://gov.pl/web/koronawirus/nowa-normalnosc-etapy
15 czerwca 2020
W wyniku neutralizacji min morskich z II wojny światowej dla osób przebywających na terenie powiatu puckiego, Gdyni, Gdańska i Sopotu został wysłany Alert RCB:
Uwaga!Jutro neutralizacja miny morskiej w Gdyni.Od 8.00 do 15.00 na odcinku Rewa-Westerplatte bedzie obowiazywal zakaz zblizania sie do plazy.
23 lipca 2020
Dla mieszkańców powiatu wielickiego, związku z zakażeniem wodociągu przez bakterię E. Coli został wysłany Alert RCB:

Uwaga! Skaznie wody bakteria Coli w Wodociagu Wieliczka. Woda nie nadaje sie do spozycia, przygotywywania napojow i potraw, mycia owocow i warzyw. Sledz komunikaty Sanepidu.

13 października 2020
Osoby przebywające w Świnoujściu w związku z planowaną neutralizacją niewybuchu otrzymali SMS:
Uwaga!Dzisiaj (13.10) ok.godz.13:00 wojsko zneutralizuje niewybuch na Kanale Piastowskim.Nie zblizaj sie do rz.Swiny na 3000m. Sluchaj polecen sluzb.

### 2021
10 lipca 2021 zostały wysłane SMS na temat Jacka Jaworka dla mieszkańców województw: świętokrzyskiego, śląskiego, łódzkiego.
Uwaga! Niebezpieczny przestepca! Wiecej: https://slaska.policja.gov.pl/kat/informacje/wiadomosci/315614,Poszukujemy-Jacka-Jaworka-podejrzanego-o-zabojstwo.html
13 września 2021 w wyniku wprowadzenia stanu wyjątkowego w powiatach graniczącymi z Białorusią wysłano SMS:
Uwaga! Jezeli potrzebujesz pomocy na terenach objetych stanem wyjatkowym, zadzwon na bezplatna inforlinie Wojsk Obrony Terytorialnej pod numer tel.800100115.
Niedługo później, od ok. 28 września 2021, w związku z ówczesną sytuacją na granicy polsko-białoruskiej rozpoczęto wysyłkę anglojęzycznych wiadomości na numery telefonów zarejestrowane za granicą, w zasięgu przygranicznych nadajników. Komunikat zniechęcał do próby przekroczenia polskiej granicy oraz zawierał link prowadzący do bardziej obszernego komunikatu w pięciu językach:
The Polish border is sealed. BLR authorities told you lies. Go back to Minsk! Don't take any pills from Belarusian soldiers. https://www.gov.pl/mswia/migrants

### 2022
11 stycznia 2022 w powiatach otwockim, garwoliński, kozienickim, radomskim, zwoleńskim, wołomińskim, mińskim, warszawskim zachodnim, w Warszawie, oraz Radomiu ostrzeżono o nowych przypadkach wścieklizny.
Uwaga! Nowe przypadki wscieklizny. Utrzymuj zwierzeta domowe i gospodarskie w zamknieciu. Zaszczep psy i koty przeciwko wsciekliznie.
W okresie od marca do czerwca 2022 roku wysłano cykl SMS-ów informujących o zmianie na standard DVB-T2 telewizji.
28 marca 2022
28 marca w woj. dolnoslaskim nastapi zmiana standardu nadawania TV naziemnej. Sprawdz czy Twoj telewizor dziala w nowym systemie. Info: gov.pl/cyfrowaTV

28 marca w woj. lubuskim nastapi zmiana standardu nadawania TV naziemnej. Sprawdź czy Twój telewizor działa w nowym systemie. Info: gov.pl/cyfrowaTV
25 kwietnia 2022
25 kwietnia w woj. wielkopolskim nastapi zmiana standardu nadawania TV naziemnej. Sprawdz czy Twoj telewizor dziala w nowym systemie. Info: gov.pl/cyfrowaTV
25 kwietnia w woj. kujawsko-pomorskim nastapi zmiana standardu nadawania TV naziemnej. Sprawdz czy Twoj telewizor dziala w nowym systemie. Info: gov.pl/cyfrowaTV
25 kwietnia w woj. pomorskim nastapi zmiana standardu nadawania TV naziemnej. Sprawdz czy Twoj telewizor dziala w nowym systemie. Info: gov.pl/cyfrowaTV

25 kwietnia w woj. zachodnio-pomorskim nastapi zmiana standardu nadawania TV naziemnej. Sprawdz czy Twoj telewizor dziala w nowym systemie. Info: gov.pl/cyfrowaTV
23 maja 2022
23 maja w woj. opolskim nastapi zmiana standardu nadawania TV naziemnej. Sprawdz czy Twoj telewizor dziala w nowym systemie. Info: gov.pl/cyfrowaTV
23 maja w woj. swietokrzyskim nastapi zmiana standardu nadawania TV naziemnej. Sprawdz czy Twoj telewizor dziala w nowym systemie. Info: gov.pl/cyfrowaTV
23 maja w woj. lodzkim nastapi zmiana standardu nadawania TV naziemnej. Sprawdz czy Twoj telewizor dziala w nowym systemie. Info: gov.pl/cyfrowaTV
23 maja w woj. slaskim nastapi zmiana standardu nadawania TV naziemnej. Sprawdz czy Twoj telewizor dziala w nowym systemie. Info: gov.pl/cyfrowaTV
23 maja w woj. malopolskim nastapi zmiana standardu nadawania TV naziemnej. Sprawdz czy Twoj telewizor dziala w nowym systemie. Info: gov.pl/cyfrowaTV

23 maja w woj. podkarpackim nastapi zmiana standardu nadawania TV naziemnej. Sprawdz czy Twoj telewizor dziala w nowym systemie. Info: gov.pl/cyfrowaTV
27 czerwca 2022
27 czerwca w woj. mazowieckim nastąpi zmiana standardu nadawania TV naziemnej. Sprawdz czy Twoj telewizor dziala w nowym systemie. Info: gov.pl/cyfrowaTV
27 czerwca w woj. podlaskim nastąpi zmiana standardu nadawania TV naziemnej. Sprawdz czy Twoj telewizor dziala w nowym systemie. Info: gov.pl/cyfrowaTV
27 czerwca w woj. lubelskim nastąpi zmiana standardu nadawania TV naziemnej. Sprawdz czy Twoj telewizor dziala w nowym systemie. Info: gov.pl/cyfrowaTV

27 czerwca w woj. warminsko-mazurskim nastąpi zmiana standardu nadawania TV naziemnej. Sprawdz czy Twoj telewizor dziala w nowym systemie. Info: gov.pl/cyfrowaTV

### 2023
13 maja 2023 mieszkańcy województwa kujawsko-pomorskiego, pomorskiego oraz zachodniopomorskiego dotyczące poszukiwań nieznanego obiektu z Białorusi przypominającego balon.
Uwaga! Trwaja poszukiwania obiektu powietrznego przypominajacego balon. W przypadku jego znalezienia nie podnos, powiadom najblizszy posterunek Policji.

### 2024
W wyniku pożaru w Siemianowicach Śląskich mieszkańcy Siemianowic Śląskich, Chorzowa, Sosnowca, Mysłowic, Dąbrowy Górniczej, Katowic, Piekarach Śląskich, Bytomia, Zabrza, Jaworzna, Rudy Śląskiej i powiatu będzińskiego, 10 maja 2024 otrzymali SMS o treści:
Uwaga! Pozar substancji chemicznych w Siemianowicach Slaskich. Nie zblizaj sie do miejsca pozaru. Jesli mozesz, zostan w domu i zamknij okna.
Dwa dni później, 12 maja, związku z pożarem na Marywilskiej 44 mieszkańcy Warszawy, oraz powiatów warszawskiego zachodniego, legionowskiego, nowodworskiego i piaseczyńskiego otrzymali taki komunikat:
Uwaga! Pozar hali targowej na ul. Marywilskiej 44 w Warszawie. Nie zblizaj sie do miejsca pozaru. Jeśli mozesz, zostan w domu i zamknij okna.

### 2025
W związku z nielegalnym przekraczaniem granicy polsko-niemieckiej przez uchodźców 7 lipca 2025 wszyscy obywatele otrzymali SMS o treści:
Od 7 lipca wprowadzona zostaje kontrola Strazy Granicznej na granicy z Niemcami i Litwa (wjazd do Polski).

## Wpływ na kulturę
W 2022 roku zespół Nanga wydał singiel alert, który ma być odpowiedzią na nową rzeczywistość, w której zamiast miłosnych SMS-ów dostajemy rządowe komunikaty o możliwych, zagrażających anomaliach pogodowych.
Tworzone są memy internetowe ironizujące Alert, a także komentujące sytuację polityczną.